# LVMH
LVMH Moët Hennessy Louis Vuitton SE, abitualmente accorciata in LVMH, è una multinazionale e conglomerato francese con sede a Parigi. È proprietaria di oltre settanta marchi divisi in aziende di alta moda come Christian Dior, DKNY, Fendi, Celine, Guerlain, Marc Jacobs, Givenchy, Kenzo, Loro Piana, Emilio Pucci e Louis Vuitton, di orologi come TAG Heuer, di gioielli come Tiffany & Co., Bulgari, di vini e distillati come Moët & Chandon, Veuve Clicquot, Hennessy, di editoria come Les Échos e Le Parisien, di distribuzione come Sephora e Le Bon Marché, di alberghi di lusso.
È quotata alla Borsa di Parigi e componente dell'indice CAC 40.

## Storia
Il gruppo LVMH è stato creato nel 1987 con la fusione di due società (da cui l'acronimo, ottenuto dalle iniziali): Louis Vuitton, impresa specializzata negli accessori di moda, fondata nel 1854, e Moët Hennessy, un'impresa specializzata nei vini e alcolici creata nel 1971.
A causa di disaccordi profondi intervenuti tra le due parti, una terza parte interviene nella negoziazione: Bernard Arnault, già presidente e proprietario del gruppo. Arnault, grazie all'aiuto della banca Lazard, ha implementato una struttura finanziaria sofisticata che gli ha permesso di controllare il gruppo con una partecipazione minoritaria del 4%, suddivisa in 10 holding. Quindici anni dopo, e dopo numerose acquisizioni LVMH diviene leader mondiale del lusso. Oggi il suo portafoglio è composto da 75 brand di tradizione e prestigio.

### L'espansione internazionale
LVMH cerca di ampliare la propria internazionalizzazione prendendo il controllo di grandi marchi italiani ed americani della moda. Questa strategia si è tradotta nell'acquisizione recente di marche principalmente straniere: nel corso degli anni 1999 e 2000 più di 25 marche sono acquisite. Operazioni realizzate in un contesto di concorrenza causa l'entrata nel settore del gruppo Pinault-Primtemps-Redoute (PPR) che ha impedito ad LVMH di prendere il controllo del gruppo fiorentino Gucci nel marzo del 1999. Nel marzo 2011 Bulgari entra a far parte del gruppo . Nel luglio 2013 la famiglia Loro Piana cede l'80% dell'azienda al gruppo per 2 miliardi di euro. Sergio e Pier Luigi Loro Piana conserveranno una partecipazione del 20% nella società e manterranno le loro funzioni alla guida dell'azienda.

### Rafforzamento nell'editoria
Nel 2014 apre la Louis Vuitton Corporate Foundation. Nell'aprile 2015 LVMH acquisisce, tramite L Capital Asia, un fondo di investimento controllato da LVMH, M1 Fashion e Pepe Jeans, e nell'ottobre 2015 il quotidiano Le Parisien per circa 50 milioni di euro, rafforzando la sua divisione stampa che già possiede il quotidiano economico-finanziario Les Échos. Nel luglio 2016 LVMH vende i marchi Donna Karan e DKNY per 650 milioni di dollari a G-III Apparel.. Tre mesi più tardi, nell'ottobre 2016, rileva per 640 milioni di dollari l'80% di Rimowa, una società tedesca specializzata in valigie..
Nel marzo 2017 LVMH rileva una partecipazione di maggioranza in Maison Francis Kurkdjian, società di profumi creata nel 2009.. Nello stesso mese, De Beers annuncia l'acquisizione da parte di LVMH della loro joint venture "De Beers Diamond Jewelers", comprendente 32 negozi..

### L'acquisizione di Christian Dior
Nell'aprile 2017 LVMH acquisisce la casa di moda Christian Dior, detenuta dal gruppo Christian Dior, per 6,5 miliardi di euro. Allo stesso tempo, Bernard Arnault, tramite l'Arnault Family Group, aumenta la sua partecipazione nel gruppo Christian Dior (che detiene una partecipazione del 41% in LVMH, dal 74,1% al 100%. Quasi contemporaneamente Arnault Family Group vende la sua partecipazione dell'8% in Hermès..
Nel dicembre 2018 LVMH annuncia l'acquisizione della catena alberghiera di lusso Belmond per 3,2 miliardi di dollari (25 dollari per azione con un premio del 42% sull'ultima chiusura dei titoli Belmond) pagando in contanti 2,6 miliardi di dollari (2,3 miliardi di euro). La catena Belmond, quotata alla Borsa di New York ma con sede a Londra, possiede o gestisce 46 tra alberghi (tra cui il Cipriani di Venezia e lo Splendido di Portofino), ristoranti, treni (il leggendario Orient Express che, con 17 carrozze art dèco, attraversa l'Europa) e navi da crociera fluviale.

### Il difficile accordo con Tiffany
Nel novembre 2019, LVMH ha annunciato la sua partecipazione del 55% in Château d'Esclans, il produttore più noto per il marchio Whispering Angel.
Sempre nel novembre 2019 LVMH acquisisce il primo marchio del lusso americano, Tiffany & Co., per 16,2 miliardi di dollari dopo aver rialzato l'offerta a 135 dollari per azione dai 120 proposti in ottobre. L'intenzione di LVMH è di irrobustire la divisione gioielli e orologi che è la più piccola del gruppo pur disponendo dei marchi Bulgari (azienda) e Tag Heuer e di rafforzare la propria presenza negli Stati Uniti.
Nel 2019 Tiffany operava con 321 negozi nel mondo con vendite nette per 4,44 miliardi di dollari e utili di 586 milioni di dollari. Le aree in cui Tiffany opera includono le due Americhe, l'Asia e il Pacifico, il Giappone, l'Europa e gli Emirati arabi.
L'accordo avrebbe dovuto concludersi entro la metà del 2020 ma è stato annullato da LVMH nel settembre 2020.  A quel punto Tiffany ha intentato una causa in Delaware chiedendo al tribunale di obbligare LVMH all'acquisizione o di valutare i danni. A sua volta LVMH ha avviato un'altra causa sostenendo che una cattiva gestione dell'azienda aveva invalidato il contratto di acquisto in quanto veniva "bruciata liquidità".  A metà settembre 2020, una fonte affidabile ha dichiarato alla rivista Forbes che LVMH aveva deciso di annullare l'accordo perché Tiffany stava pagando milioni di dividendi agli azionisti nonostante le perdite finanziarie durante la pandemia. Tiffany aveva già pagato circa 70 milioni di dollari, con ulteriori 70 milioni di dollari da pagare nel novembre 2020. Si è parlato anche di un intervento del ministero degli Esteri francese su LVMH per far slittare l'intesa in seguito alla minaccia di nuovi dazi statunitensi sui prodotti francesi.
Alla fine di ottobre 2020 si è giunti ad una nuova intesa: LVMH acquisisce Tiffany & Co ad un prezzo di 16 miliardi di dollari con uno sconto quindi di 425 milioni di dollari; il prezzo per azione passa infatti da 135 dollari a 131,5.
Nel giugno 2021 acquisisce la quota di Laudomia Pucci, prendendo il controllo totale della Emilio Pucci.
Nel Gennaio 2024 si ha la notizia della riorganizzazione della divisione orologi, con la nomina di Frédéric Arnault, già ceo di Tag Heuer dal 2020, a ceo di Lvmh Watches, responsabile di Hublot, Tag Heuer e Zenith.

## Azionisti
L'azionista principale è Bernard Arnault che la controlla sia direttamente (5%) che indirettamente tramite la Christian Dior SE (42%). Complessivamente la Arnault Family Group, la holding di Bernard Arnault, ha il controllo del 46,84% delle azioni con il 63,13% dei diritti di voto. Secondo Forbes, la famiglia di Bernard Arnault occupa nel 2018 il 4º posto nella graduatoria delle più ricche del mondo e il 53° in quella delle più potenti.

## Struttura
La LVMH si è da sempre caratterizzata per scelta di vendere i propri prodotti solo nei propri negozi (circa 2.400 in giro per il mondo) o in alcuni negozi ben determinati (per esempio i magazzini Harrods) mantenendo così il carattere elitario del marchio e il conseguente prezzo elevato. Dalla holding dipendono una sessantina di società ognuna delle quali gestisce alcuni marchi.

## Marchi controllati
La LVMH include al suo interno i seguenti marchi:

### Vini e alcolici
- Volcan de mi Tierra - Tequila
- 10 Cane Rum
- Ardbeg
- Belvedere
- Bodegas Chandon
- Cape Mentelle
- Château d'Yquem
- Cheval des Andes
- Cloudy Bay
- Domaine Chandon California
- Domaine Chandon Australia
- Glenmorangie
- Hennessy
- Krug
- Mercier
- Moët & Chandon (incluso Dom Pérignon)
- Newton
- Numanthia
- Ruinart
- Terrazas de los Andes
- Veuve Clicquot Ponsardin
- Wenjun

### Orologi e gioielli
- Bulgari
- Chaumet
- Repossi
- De Beers Diamond Jewellers
- Dior Watches
- Fred Joaillier
- Hublot
- TAG Heuer
- Tiffany & Co.
- Zenith International S.A.

### Prodotti di moda
- Dior
- Louis Vuitton
- Fendi
- Berluti
- Céline
- Nowness
- Emilio Pucci
- Givenchy
- Kenzo
- Loewe
- Marc Jacobs
- StefanoBi
- Thomas Pink
- Bulgari
- Loro Piana
- Arnys
- Off-White
- Patou

### Distribuzione
- DFS Selective Retailing
- Sephora
- La Samaritaine
- Le Bon Marché
- Starboard Cruise Services

### Profumi
- Parfums Christian Dior
- Guerlain
- Givenchy
- Kenzo Parfums
- Acqua di Parma
- BeneFit Cosmetics
- Fresh
- Perfumes Loewe
- Make Up For Ever
- Laflachère
- Parfums Bulgari

### Editoria
- Les Échos
- Le Parisien

### Altri settori d'attività
- Royal Van Lent
- Jardin d'Acclimatation
- Cellular Italia (Cellularline)
- Pinarello

### Hotels e ristorazione
- Belmond
- Pasticceria Cova
- Hotel Bulgari
- Cheval Blanc

## Fondazione Louis Vuitton
La Louis Vuitton Corporate Foundation, ex Louis Vuitton Foundation for Creation, lanciata nell'ottobre del 2006, è creata dal gruppo LVMH per promuovere l'arte e la cultura e continuare le azioni di mecenatismo intraprese dal 1990.
L'edificio, progettato dall'architetto Frank Gehry e inaugurato il 27 ottobre 2014, si trova nel Jardin d'Acclimatation, nel Bois de Boulogne a Parigi. Il progetto è una risposta alla "Fondazione Pinault" con sede a Venezia ed è l'espressione mediatica della competizione tra Bernard Arnault e il suo rivale François Pinault..
L'edificio, la cui costruzione ha inizialmente un valore di 100 milioni di euro, alla fine costa circa otto volte la cifra iniziale secondo un articolo pubblicato sulla rivista Marianne nel maggio 2017. Nel novembre 2018, il FRICC (Fronte repubblicano di intervento contro la corruzione) presenta un reclamo all'ufficio finanziario nazionale per frode, evasione fiscale e riciclaggio di denaro relativo alla Louis Vuitton Foundation e al Gruppo LVMH in connessione con la costruzione dell'edificio..